# كريستوفر نولان (شاعر)
كريستوفر نولان (بالإنجليزية: Christopher Nolan)‏ هو مؤلف وكاتب وشاعر أيرلندي، ولد في 6 سبتمبر 1965 في Mullingar ‏ في جمهورية أيرلندا، وتوفي في 20 فبراير 2009 في مستشفى بومونت، دبلن ‏ في جمهورية أيرلندا.